# Лира (связь на МКС)
Лира — двухсторонняя система связи между Международной космической станцией и Центром управления полётами через Российскую группировку спутников «Луч», также известную как Альтаир. Остронаправленная антенна бортовой радиотехнической системы «Лира» закреплена наружи на заднем шпангоуте агрегатного отсека служебного модуля «Звезда».